# Jinan, Sydkorea
Jinan (hangul 진안군, hanja 鎭安郡) är en landskommun (gun) i den sydkoreanska provinsen Norra Jeolla.  
Den består av centralorten Jinan-eup och socknarna Ancheon-myeon, Baegun-myeon, Bugwi-myeon, Donghyang-myeon, Jeongcheon-myeon, Jucheon-myeon, Maryeong-myeon, Sangjeon-myeon, Seongsu-myeon och Yongdam-myeon.
Landskapet kännetecknas av klippformationer och stora skogar. Markanta berg är Unjangsan (1126 m ö.h.), Gubongsan (1002 m ö.h.) och Maisan. I kommunen finns också buddhisttemplen Tapsa och Geumdangsa.

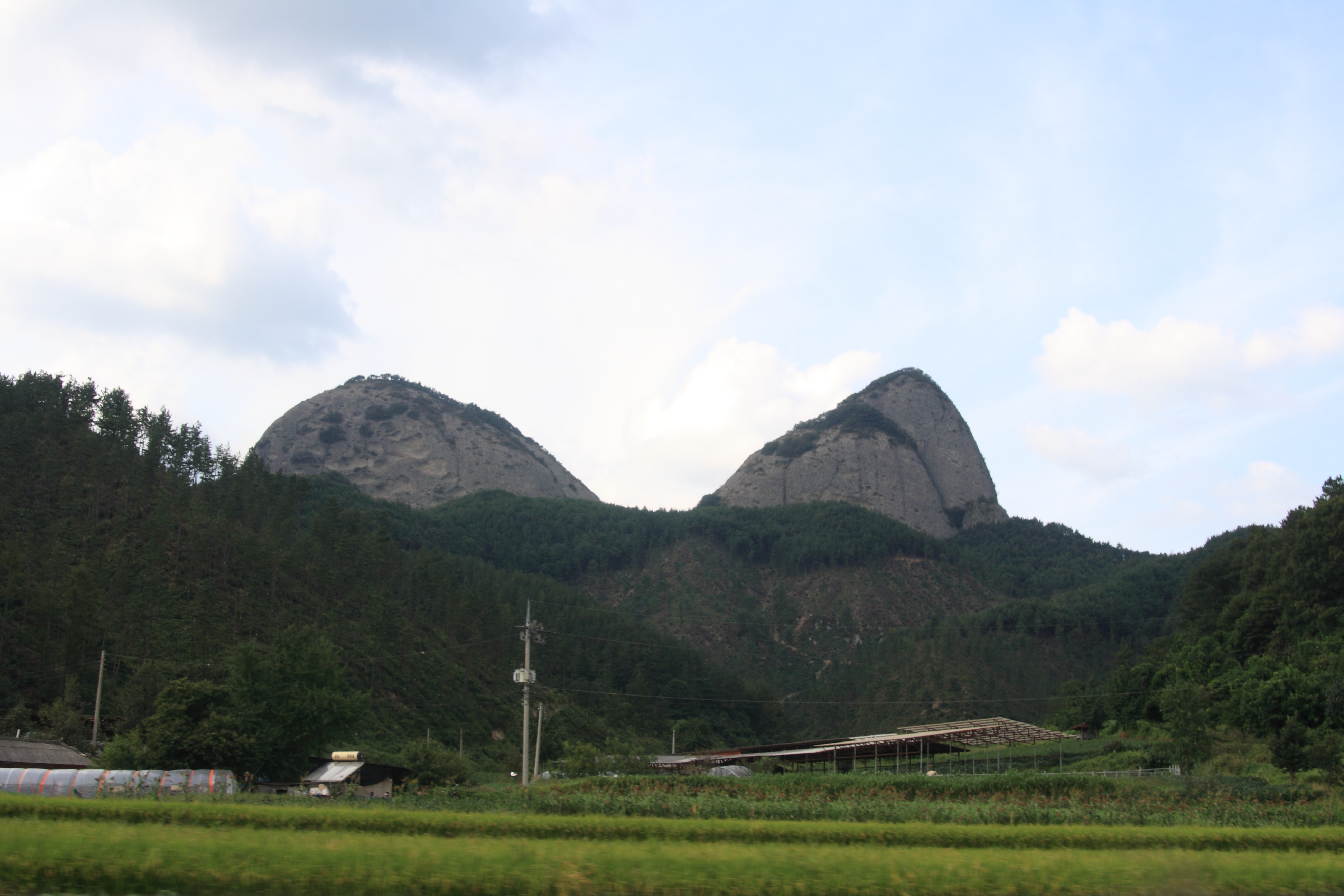
Maisan-bergen
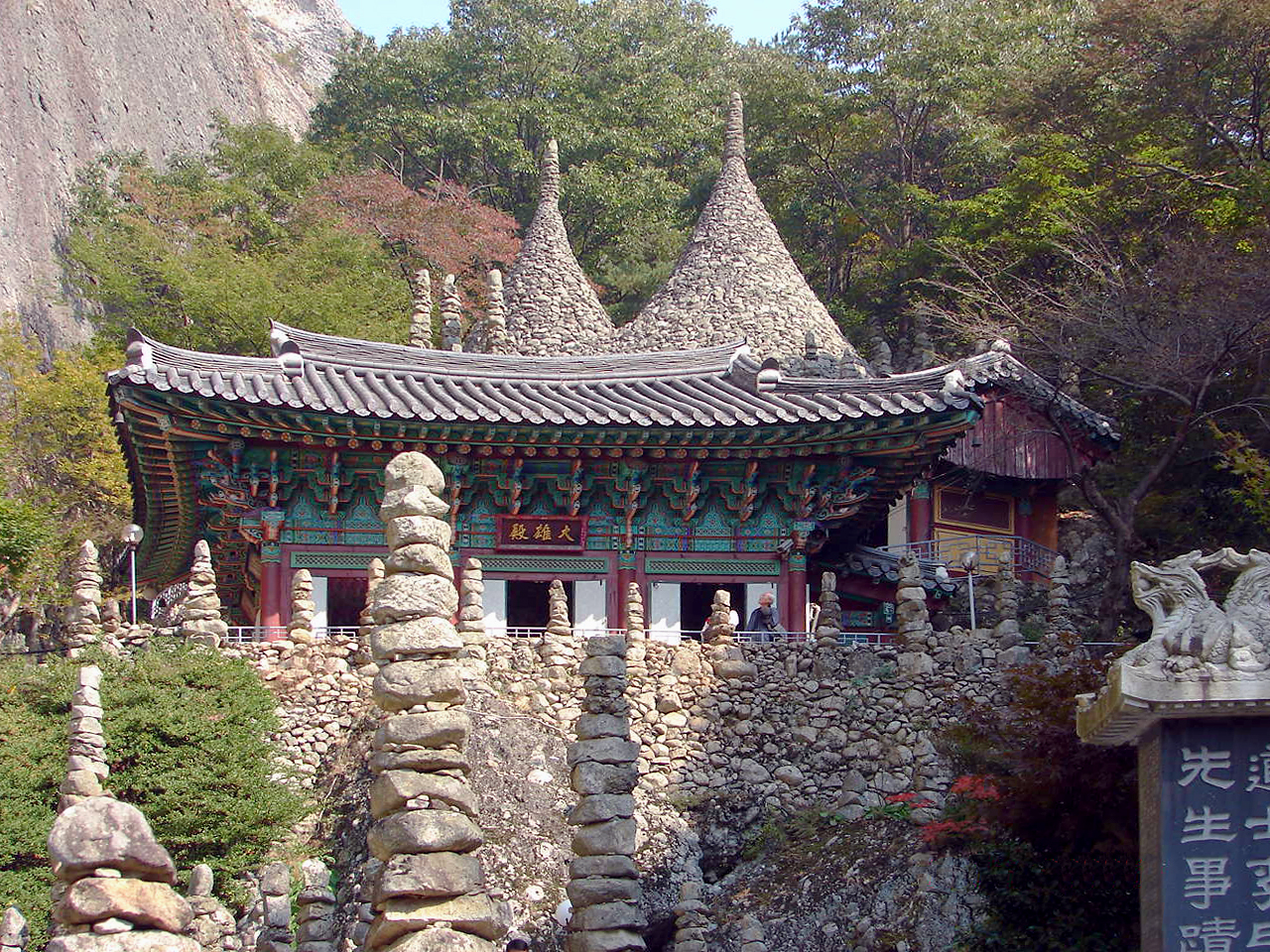
Tapsa-templet
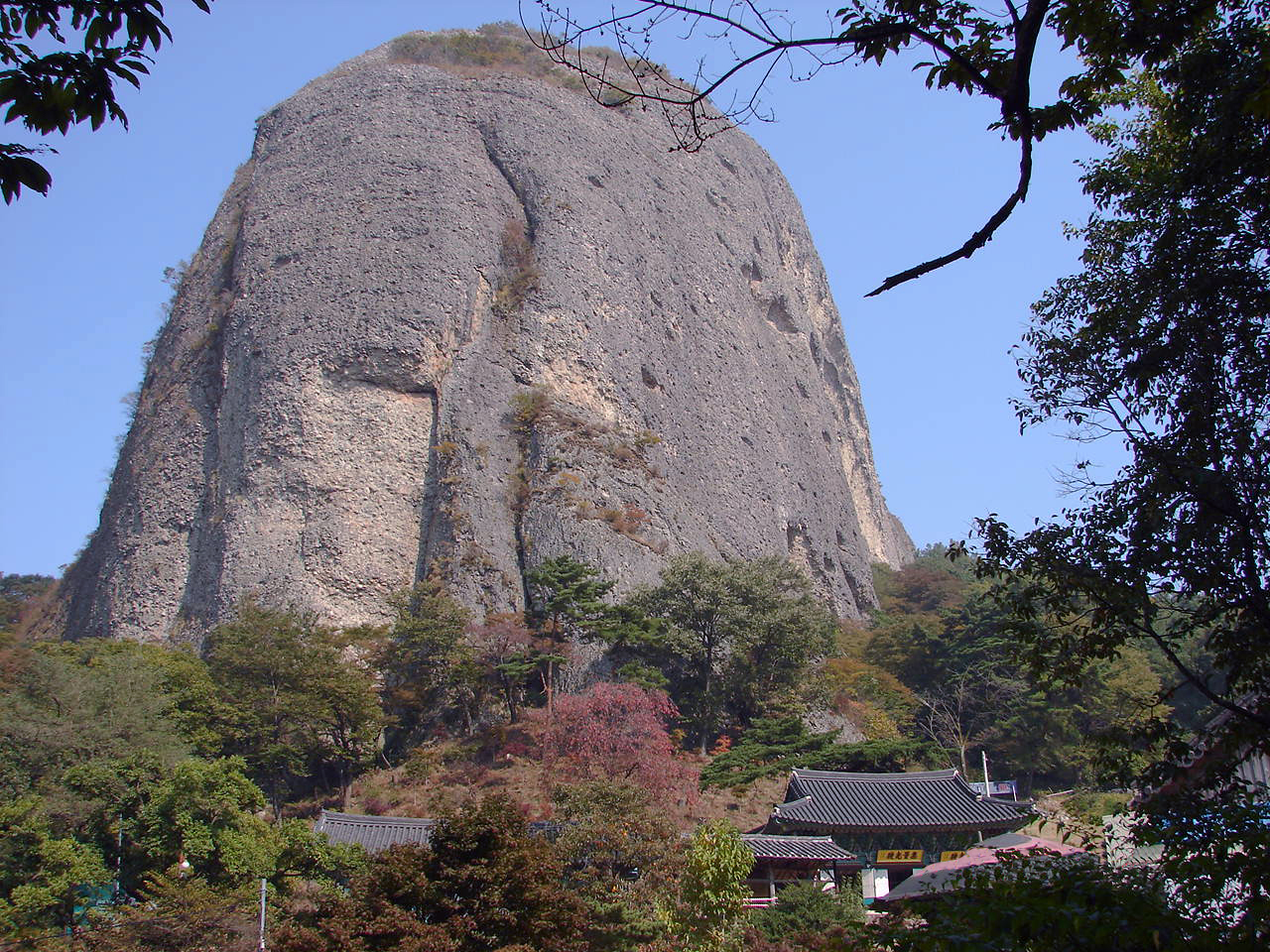
Eunsusa-templet i Maisan-bergen